# La Chapelle-Saint-Maurice
La Chapelle-Saint-Maurice ist eine französische Gemeinde im Département Haute-Savoie in der Region Auvergne-Rhône-Alpes.

## Geographie
La Chapelle-Saint-Maurice liegt auf 950 m, etwa 14 Kilometer südlich der Stadt Annecy (Luftlinie). Das Bauerndorf erstreckt sich in der Nähe des Col de Leschaux, einem Sattel im nördlichen Teil des Massivs der Bauges, nahe dem Lac d’Annecy, am Westhang des Roc des Bœufs über dem Tal des Laudon. Die Gemeinde liegt innerhalb des Regionalen Naturparks Massif des Bauges.
Die Fläche des 6,48 km² großen Gemeindegebiets umfasst einen Abschnitt der Bauges. Die westliche Grenze verläuft entlang dem Laudon, einem Zufluss des Lac d’Annecy. Er fließt in einer breiten Talsenke nördlich des Col de Leschaux und trennt dabei die parallel verlaufenden Ketten von Semnoz (im Westen) und Roc des Bœufs (im Osten). Vom Flusslauf erstreckt sich das Gemeindeareal ostwärts in das Quellgebiet des Laudon und über einen steilen Hang bis auf den schroffen Felsgrat des Roc des Bœufs, auf dem mit 1774 m die höchste Erhebung von La Chapelle-Saint-Maurice erreicht wird.
Zu La Chapelle-Saint-Maurice gehören neben dem eigentlichen Ortskern auch der Weiler Borny (936 m) am Westhang des Roc des Bœufs und einige Einzelhöfe. Nachbargemeinden von La Chapelle-Saint-Maurice sind Saint-Eustache im Norden, Entrevernes im Osten, Bellecombe-en-Bauges im Süden sowie Leschaux im Westen.

## Geschichte
Bis 1866 hieß die Siedlung La Chapelle-Blanche und gehörte als Weiler zur Gemeinde Saint-Eustache. Danach wurde sie abgetrennt und unter dem Namen La Chapelle-Saint-Maurice zu einer selbständigen Gemeinde erhoben.

## Bevölkerung
| Jahr                       | 1962 | 1968 | 1975 | 1982 | 1990 | 1999 |
| Einwohner                  | 121  | 112  | 92   | 96   | 111  | 115  |
| Quellen: Cassini und INSEE |      |      |      |      |      |      |

Mit 118 Einwohnern (Stand 1. Januar 2022) gehört La Chapelle-Saint-Maurice zu den kleinsten Gemeinden des Département Haute-Savoie. Im Verlauf des 19. und 20. Jahrhunderts nahm die Einwohnerzahl aufgrund starker Abwanderung kontinuierlich ab (1866 wurden in La Chapelle-Saint-Maurice noch 248 Einwohner gezählt). Aufgrund der Abgeschiedenheit blieb die Einwohnerzahl von La Chapelle-Saint-Maurice im Gegensatz zu anderen Gemeinden der Umgebung in den letzten Jahrzehnten relativ konstant.

## Wirtschaft und Infrastruktur
La Chapelle-Saint-Maurice lebt noch heute vorwiegend von der Landwirtschaft. Im Dorf gibt es eine Sägerei. Einige Erwerbstätige sind Wegpendler, die in den größeren Ortschaften der Umgebung, insbesondere in Annecy ihrer Arbeit nachgehen.
Die Ortschaft liegt abseits der größeren Durchgangsstraßen an einer Verbindungsstraße, die von Saint-Jorioz via La Chapelle-Saint-Maurice zum Col de Leschaux führt.